# Hérat (province)
Pour les articles homonymes, voir Hérat.

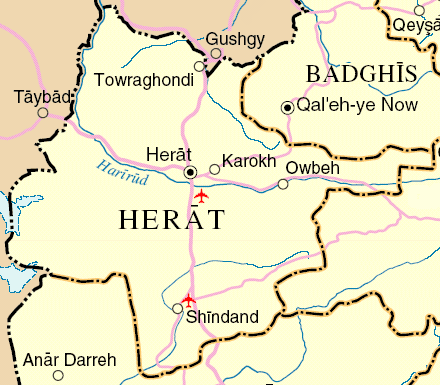
carte détaillée de la province

Hérat est une province de l'ouest de l'Afghanistan. Sa capitale est Hérat. La population de la province est estimée à environ 1,78 million d'habitants en 2012. En 2020, cette estimation est portée à 2 140 600 habitants, ce qui en fait la deuxième province la plus peuplée en Afghanistan derrière la province de Kaboul. La province est située à l'Ouest de l'Afghanistan, limitrophe de l'Iran à l'ouest et du Turkménistan au nord.

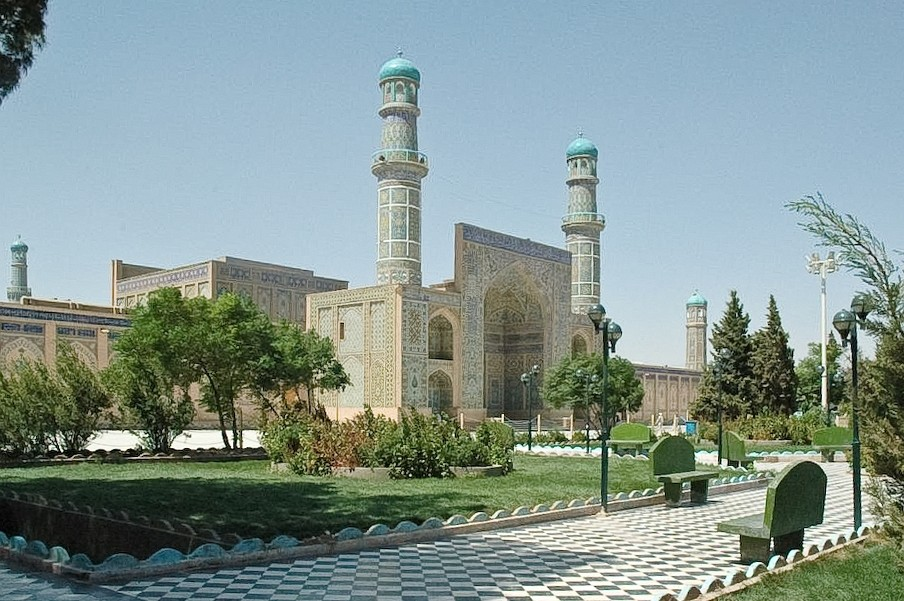
Mosquée du vendredi (mosquée Jumah) à Herat, Afghanistan

La province d’Herat est divisée en environ 17 districts et contient plus de 1 000 villages. La population est multiethnique mais largement de langue persane.
L’oléoduc trans-afghan (TAPI) devrait passer par Hérat du Turkménistan au Pakistan et à l’Inde au sud. La province a deux aéroports, l’un est l’aéroport international d’Herat et l’autre est à la base aérienne de Shindand, qui est l’une des plus grandes bases militaires en Afghanistan. Le barrage de Salma qui est alimenté par la rivière Hari est également situé dans cette province.

## Administration
La province d'Hérat compte 16 districts.
| District        | Capitale | Population |
| --------------- | -------- | ---------- |
| Adraskan        |          | 52 200     |
| Chishti Sharif  |          | 23 100     |
| Farsi           |          | 29 800     |
| Ghoryan         |          | 85 900     |
| Gulran          |          | 91 500     |
| Guzara          |          | 142 700    |
| Hérât           | Hérat    | 436 300    |
| Enjil           |          | 237 800    |
| Karrukh         |          | 62 000     |
| Kohsan          |          | 52 900     |
| Kushk           |          | 121 000    |
| Kushk-i-Kuhna   |          | 44 400     |
| Obe             |          | 73 600     |
| Pashtun Zarghun |          | 97 500     |
| Shindand        | Shindand | 173 800    |
| Zinda Jan       |          | 55 500     |